# Aacheni magyar kápolna

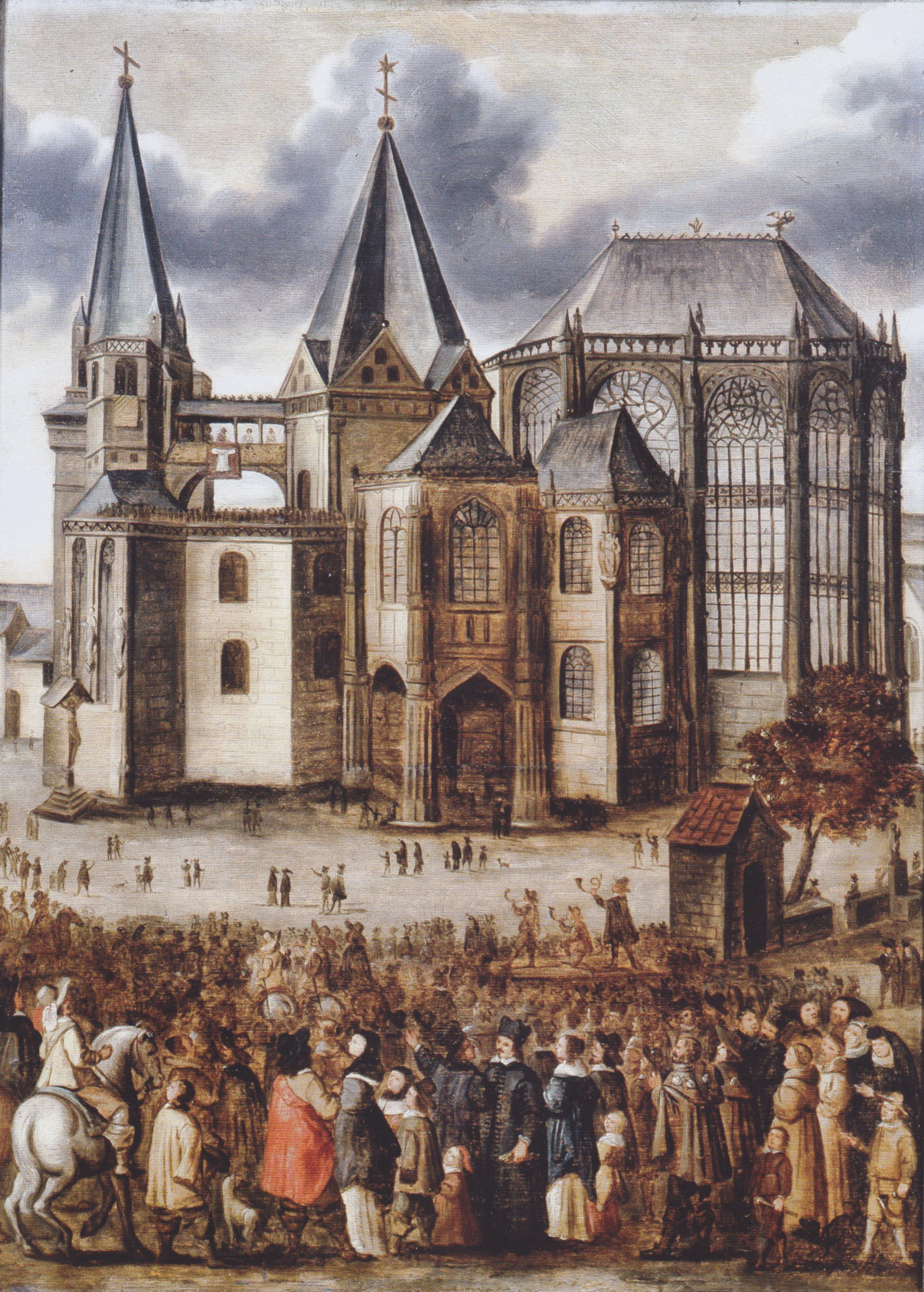
A székesegyház látképe a gótikus magyar kápolnával az 1622-es búcsújáráskor

Az aacheni magyar kápolna (németül: Aachener Ungarnkapelle; angolul: Aachen Chapel of Hungary; franciául: Chapelle Hongroise d'Aix-la-Chapelle) Észak-Európa legrégebbi főszékesegyháza, a császári katedrálisok egyike, az aacheni dóm mellékkápolnája.
Aachen (angolul: Aachen, franciául: Aix-la-Chapelle, hollandul: Aken, aacheni/ripuari dialektusban: Oche, latinul: Aquae Granni, vagy Aquisgranum), a magyar kápolnának helyt adó dóm ősi városa Németország nyugati szélén, a Maas folyó közelében fekszik.

## Aachenfahrt
Az aacheni dómhoz és az ott őrzött ereklyékhez majd hét évszázados kapcsolat fűzi a magyar búcsújárókat. 1349 óta minden hetedik évben Krisztus megtestesülésének szent ereklyéi zarándokok tömegeit vonzzák Magyarországról is a hat évszázadon keresztül volt német koronázóvárosba.
Az aacheni magyar kápolna alapítása kapcsolatban állt az Aachenfahrtoknak (vagy Heiligtumsfahrtoknak) nevezett búcsújárásokkal, melyeken a magyar zarándokok nagy számban vettek részt. Aachen a középkori Európa harmadik legjelentősebb búcsújáróhelye volt Róma és Santiago de Compostela mellett. Németországban az Aachenfahrtok szokása a Nagy Károly frank uralkodó aacheni dómnak ajándékozott szentföldi ereklyéi tiszteletével függ össze. Magyarországon ezt a tradíciót, melyről biztos adataink csak a 14. század elejétől vannak, valószínűleg már korábban betelepült vallon és Rajna-vidéki telepesek honosították meg. Az Aachenfahrtok a Magyarországon letelepedett németek révén a magyar hívők körében is csakhamar vonzóvá váltak.

## Az ereklyék
Az aacheni zarándokok tisztelete négy ereklyét övez, melyeket Nagy Károly a jeruzsálemi pátriárkától kapott, majd az aacheni katedrálisnak adományozott. E négy becses relikvia: Szűz Mária ruhája; Jézus pólyája; a kendő, amelyen Keresztelő Szent János feje feküdt és az ágyékkötő, amely a kereszten függő Jézust testét fedte. Ezek az ereklyék immár egy évezrede vonzzák Aachenbe a búcsújárókat. A 14. században kialakult szokás szerint hétévente rendeztek zarándoklatot a tiszteletükre. A búcsújárás hagyománya 1349 óta mindmáig fennmaradt. (A koronavírus-járvány miatt ugyan 2022-ben el kellett halasztani a soron következő zarándoklatot, de 2023-ban június 9. és 19. között pótolták azt.)

## Magyar búcsújárók

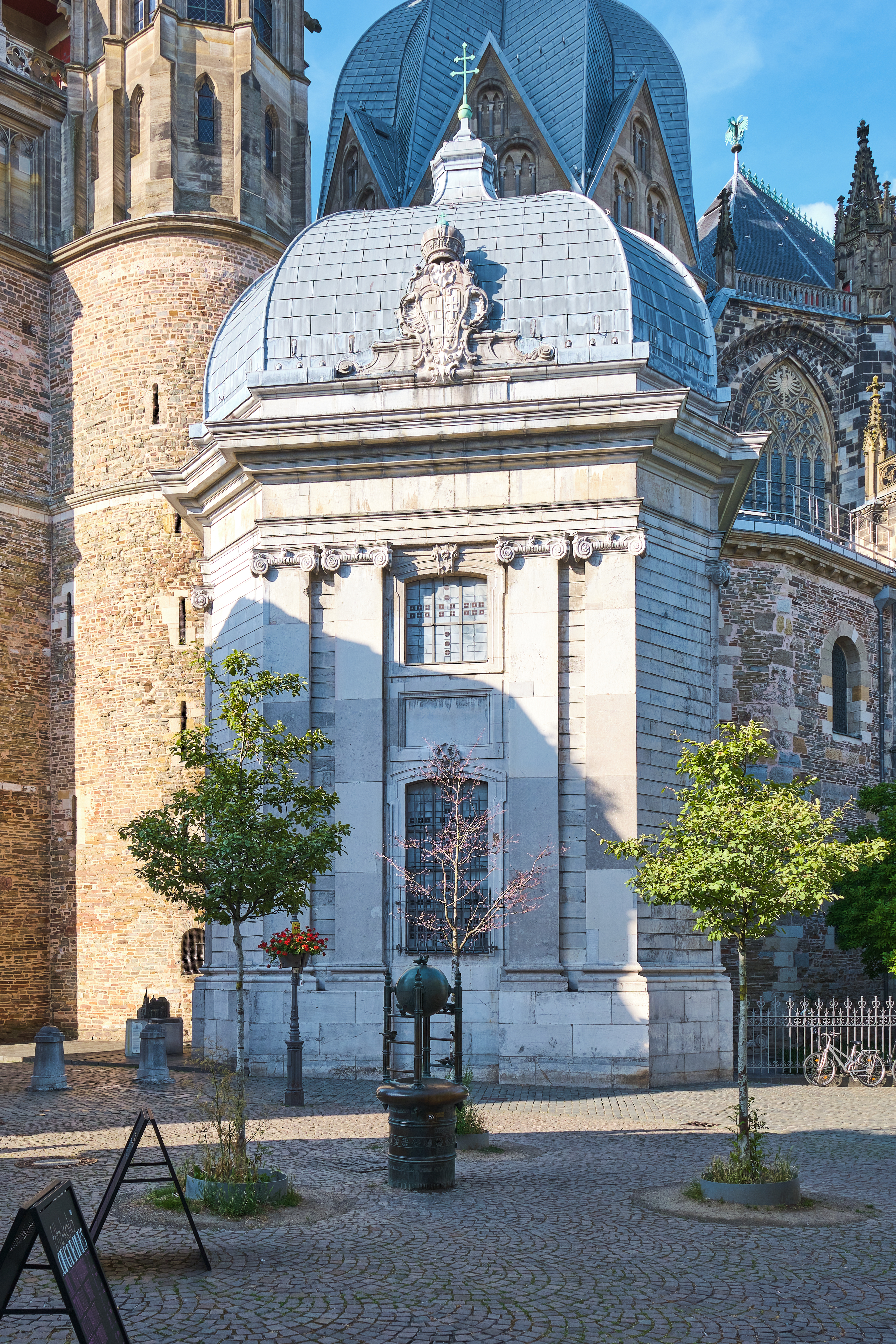
A magyar kápolna tetején a magyar címerrel

A korabeli krónikák szerint a több mint ezerkétszáz kilométeres távolság dacára valamennyi nemzet közül mindig a magyarok vettek részt a legnagyobb számban az aacheni búcsújárásokon; voltak olyan évek, hogy ez ötezret is meghaladó magyar zarándokot jelentett.
Több évben, így 1414-ben, Luxemburgi Zsigmond magyar király német királlyá koronázása alkalmával különösen sokan zarándokoltak el Aachenbe.    

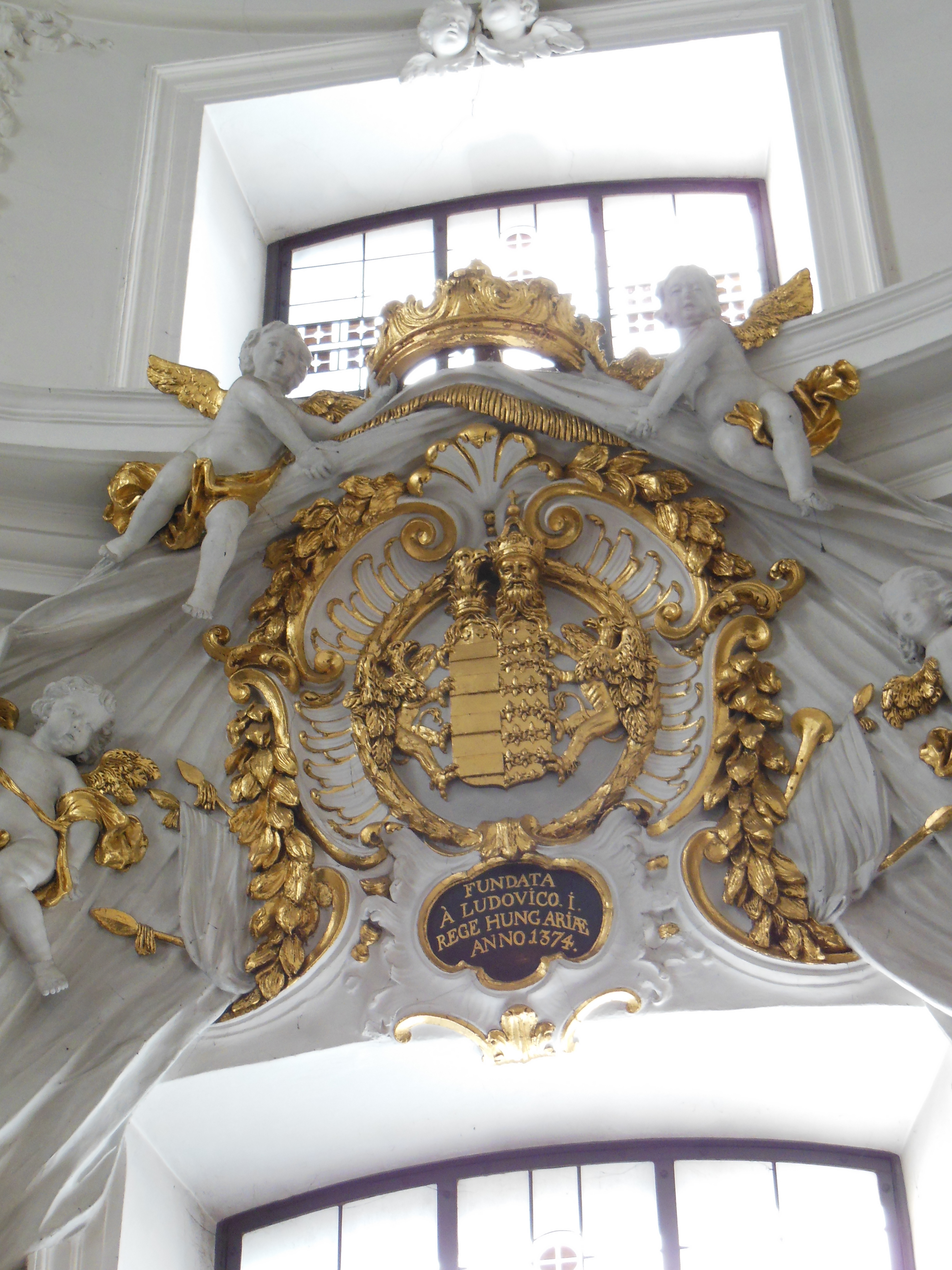
A magyar kápolna oltára felett I. Nagy Lajos (Ludovico I) magyar király neve és 1374, valószínűsíthető aacheni látogatása évszáma olvasható a feliraton

A keresztekkel, gyertyákkal, zászlókkal énekelve menetelő több száz fős zarándokcsoportok vonulása – részben vízi úton, a Dunán és a Rajnán hajózva – több hétig, általában hónapot is meghaladó ideig tartott. A Bécs–Passau–Regensburg–Nürnberg–Frankfurt–Mainz–Koblenz útvonalon jutottak el a Rajna-parti Andernachig, melynek Liebfrauenkirche, más néven Maria Himmelfahrt plébániatemplomától az ott őrzött Magyarkereszttel (Ungarnkreuz), azt maguk elé tartva, azt követve vonultak tovább. A búcsújárók magyar feszületét a XIV. sz. első felében készítették, és a pestiskeresztek csoportjába tartozik. Krisztus elgyötört teste egy háromrészes ágkereszten feszül. (Ezt a villás ágkeresztet mind a mai napig meg lehet tekinteni a 11. századi andernachi román stílusú templomban.) A magyar zarándokok útban Aachen felé megszállhattak Kölnben is egy számukra fenntartott házban. Gazdag magyarok szép házakat is építettek a dóm köré, melyek többsége ma is ékesíti az óvárost. (Ezekből először ideiglenesen az 1794-ben a bevonuló francia katonák, majd  végleg 1804-ben Bonaparte Napóleon császár lakoltatta ki őket, akinek kedvelt tartózkodási helye lett a Franciaországhoz került, egyre szépülő Aachen városa.)
A magyar zarándokok főszékesegyházhoz érkezése mindig nagy esemény volt az aacheniek számára. Azonnal a főbejárathoz mentek, ahonnan térden csúszva haladtak végig a templomon, egészen a Szűz Mária-oltárig, ahol is felajánlották a Szűzanyának a magyar pénzekkel díszített gyertyáikat.

## A magyar kápolna megépítésének előzménye
Károly Róbert özvegye, Nagy Lajos király édesanyja, Piast Erzsébet magyar királyné 1357-es zarándoklása során meglátogatta Marburgban Szent Erzsébet sírját, majd Kölnben a három szent királyok ereklyéit. Végül népes kíséretével Aachenbe zarándokolt, hogy a „boldogságos szűz pártfogását kérje a Dalmátországért küzdő magyar hadakra”. Találkozott IV. Károly német-római császárral és Anna császárnéval is. Látogatása során az özvegy királyné az aacheni kegyhelyet gazdagon megajándékozta. (Ezeknek a magyar kincseknek egy része máig megtekinthető a dóm kincstárában.)

## A magyar kápolna

Királyi palást aranycsatja 1370-ből az aacheni dóm magyar kápolnájában

Édesanyja zarándokútja tanulsága, tapasztalatai és élményei arra ösztönözték Nagy Lajost, hogy építtessen egy a dómhoz illeszkedő kápolnát Aachenben. Az 1364-es zarándoklás alkalmával tett nagy alapítványt a magyar kápolna építésére és két magyar pap tartására. A kápolna 1367-ben készült el gótikus stílusban. Az alapító oklevél az egyházi szereket és kegytárgyakat, felszereléseket, miseruhákat, kelyheket, oltárképeket, gyertyatartókat és misekönyveket is tartalmazta, ezekkel is a magyar király látta el a kápolnát. Gondolt a kápolna bevételének biztosítására is, földeket vásároltatott Aachen környékén; ezek bevételét a magyar kápolna fenntartására és a magyar káplánok szükségleteire kellett fordítani. A magyar uralkodóház és Aachen városa közötti jogi kapcsolatokat 1370-ben adománylevélben szabályozták.
A székesegyház déli oldalán épített gótikus kápolna közvetlenül a Karoling-oktogonhoz, Nagy Károly nyolcszögletű templomához kapcsolódott. Képi ábrázolásokból, például Abraham Hogenberg 1622-es ábrázolásából ismert, hogy a gótikus kápolnának háromoldalú kórusa volt és huszártető fedte. A magas gótikus kórusablakok közötti ablakpilléreket szobrokkal díszítették.
A kápolnába Szent István, Szent Imre és Szent László ereklyéivel oltárokat emeltetett, melyek 1366-ra már biztosan felépültek, mert V. Orbán pápa egyik bullájában már kiváltságokkal látta el a Szent László tiszteletére emelt kápolna káplánját. 1374-ben feltételezhetően maga Nagy Lajos is megfordult Aachenben, hogy meglátogassa a kápolnát, melyben a magyar szentek ereklyéi kissé magyarrá varázsolták a kegyhelyet. Ez is közrejátszott abban, hogy rövid időn belül magyar kápolnaként kezdték el emlegetni az épületet a helyiek is.

## Az újjáépült magyar kápolna
A 16. század elején a reformáció elterjedésével a kápolna szerkezeti állapota leromlott, mivel a magyar zarándoklatokból származó pénzadományok átmenetileg megfogyatkoztak. 1656-ban nagy tűzvész pusztított Aachenben, a magyar kápolna teteje is leégett. Az ott őrzött kincseket a városházára szállították, hogy megóvják a pusztulástól. Ezt követően még jobban elhanyagolták a kápolnát, romos és lepusztult állapotba került.
Mária Terézia uralkodása idején az örökösödési háborúban részt vevő magyar főurak gyakran látogattak el Aachenba, itt volt a császári seregek főhadiszállása. 1747-ben Batthyány Károly tábornok a többi magyar tábornok egyetértésével megbízta Johann Couven városi építészt, hogy újítsa fel a kápolnát. A gótikus kápolnát teljesen lebontották, és letették az új kápolna alapkövét. Az építkezés azonban lassan és nem az eredeti tervek szerint haladt, idővel az újonnan épített falak is megsüllyedtek, majd leomlottak. Ennek következtében az egész épületet le kellett bontani.
Ezt követően 1756-ban Joseph Moretti milánói építészre bízták a munkát. 1764-re a kápolnának már kész volt a tetőszerkezete volt. A barokk–klasszicista stílusban újjáépült kápolna kívülről lekerekített négyzet alakú, belülről pedig kör alakú; egyik oldala a székesegyházzal, másik fele pedig a déli lépcsőtoronnyal szemben helyezkedik el. A három ablak és a bejárat fölött egy-egy nagyméretű címer helyezkedik el, mely fölött stilizált korona látható, kétoldalt széles drapériával lezárt redőnyökkel. Alatta egy fekete táblán a következő felirat olvasható: „FUNDATA A LUDOVICO I REGE HUNGARIAE ANNO 1374” (I. LAJOS MAGYAR KIRÁLY ALAPÍTOTTA 1374-BEN).
A bejárat feletti boltíven Mária Terézia címere mellett jobbra I. Ferencé, balra II Józsefé látható. A
kápolna fülkéiben áll a négy magyar szent szobra. Szent István jobb kezével egy keresztre támaszkodik, fején a magyar korona, testét páncél és köpeny borítja. Szent László fején is korona látható, jobb kezében kormánypálcát tart, baljával ovális pajzsra támaszkodik. Szent Imre kezében is kormánypálca van és liliomot tart, bal kezét a szívén tartja. A negyedik szobor Szent Adalbert, püspöki díszben, bal kezével pásztorbotjára támaszkodik, jobbjában könyvet tart. A jobb oldali belső falon egy fekete márványtáblán a magyar szent királyok és fejedelemasszonyok latin nyelvű felsorolása látható.

## Kincstár magyar kincsekkel
Az aacheni dóm kincstára a világ egyik legjelentősebb templomi kincsgyűjteményét rejti magában. 1978-ban a dómmal együtt felkerült az UNESCO világörökségi listájára. A székesegyház kincstára a legkülönbözőbb korokból származó tárgyak gazdag tárháza a késő ókortól az újkorig. 1995-ben átalakított székesegyházi kincstárban a dóm kincstárának egy része, így magyar kincsek láthatóak.

A középkortól 1861-ig a székesegyházi kincstárat a Szent Máté-kápolnában lévő faliszekrényben őrizték. Miután a Szent Károly-kápolna 1861-ben nagyrészt elvesztette a funkcióját mint a városba érkező fürdővendégek imaterme, a kincstárat itt rendezték be. Az értékes műtárgyakat azonban állagromlás miatt 1881-ben a magyar kápolnába költöztették, ahol 1929-ig az erre a célra készített faliszekrényekben őrizték őket. Miután az Armseelen-kápolna árkádjait lezárták, a dóm kincseit kezdetben ideiglenesen ott tárolták. A helyiséget 1931-ig észak felé bővítették és riasztórendszerrel látták el. A háborús károk kijavítása után a kincstárat 1946-ban nyitották meg újra, majd 1958-ban ismét átalakították.

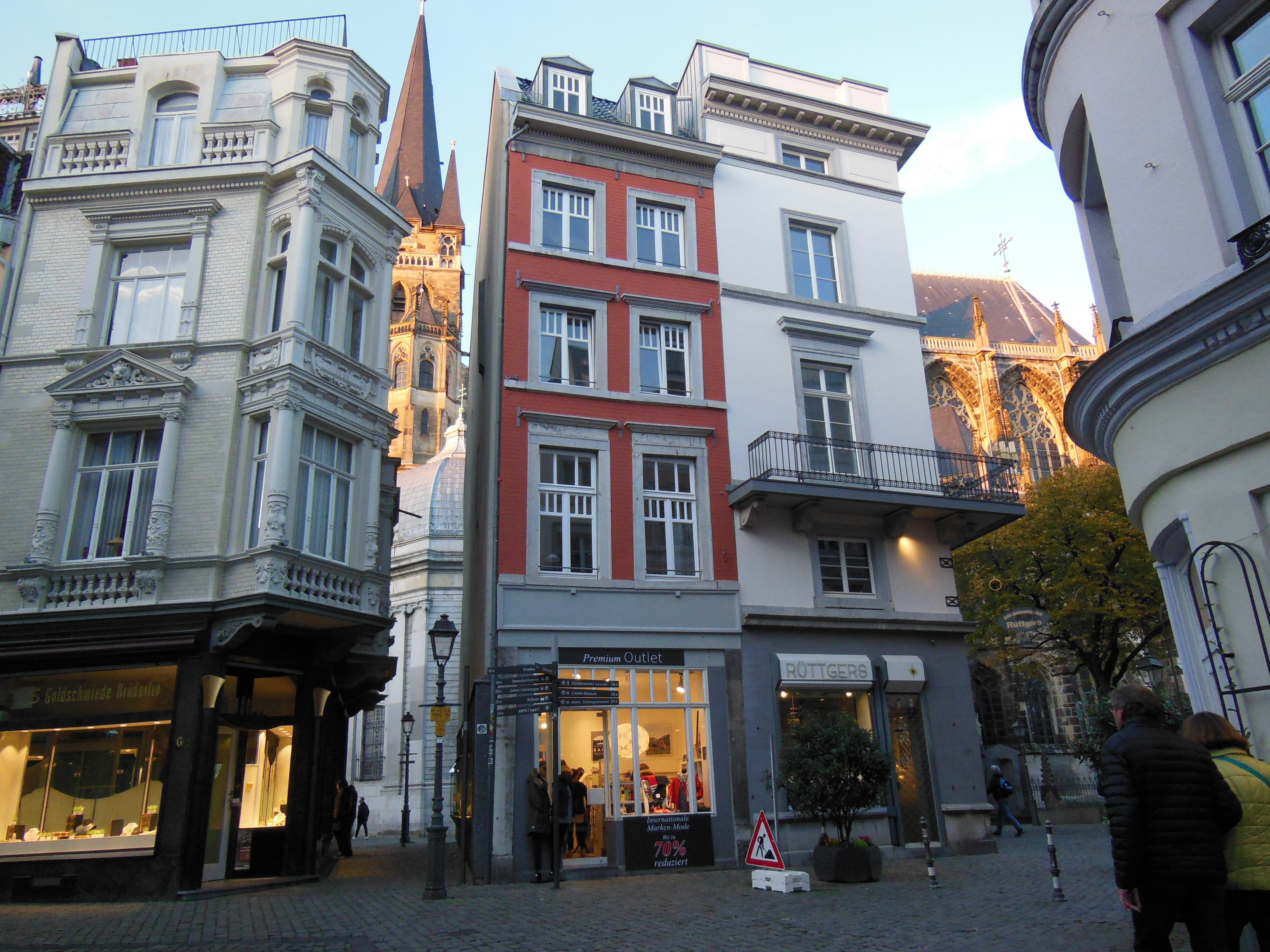
Aachen belvárosában volt magyar házak között látható a dóm és a magyar kápolna részlete

A mai kiállítás mintegy 100 kiállítási tárgyának prezentálásának fókuszában a Nagy Károly környezetéből származó műalkotások bemutatása áll. Az értékes aranyműves munkák, elefántcsont faragványok, kéziratok, különösen a Karoling-kori könyvillumináció művei mellett a kincstár kiterjedt textilkincset és értékes miseruhák gyűjteményét is őrzi. A kincstárban kiállított műtárgyakon kívül az aacheni dóm kincstára a székesegyház művészettörténetileg olyan jelentős berendezési tárgyait is magában foglalja, mint például a királyi trónt, a Barbarossa-csillárt, az ereklyetartókat, a Pala d’orót és II. Henrik ambóját.

Nagy Lajos király az 1367-ben és 1381-ben felvett leltárak szerint két táblaképet a magyar kápolnának adományozott, egy harmadikat pedig a katedrálisnak. Mindhárom festményt ma a dóm kincstárában őrzik, ahol többek közt Nagy Károly ezüstkoporsója, aranyzománc mellszobra és vadászkürtje is megtekinthető. A képek azonban már nem az eredeti állapotban vannak: egy a kápolna újjáépítését követően, 1767-ben készült leírás szerint a festmények már olyan rossz állapotban voltak, hogy másolatokkal kellett helyettesíteni őket. A Madonna a gyermekkel, valamint a Mária megkoronázása című képeknek tehát csak a pompás ötvösművű keretezése 14. századi, maguk a keretben található festmények 18. századi másolatok, melyek a dóm kincstárának első emeletén láthatók.

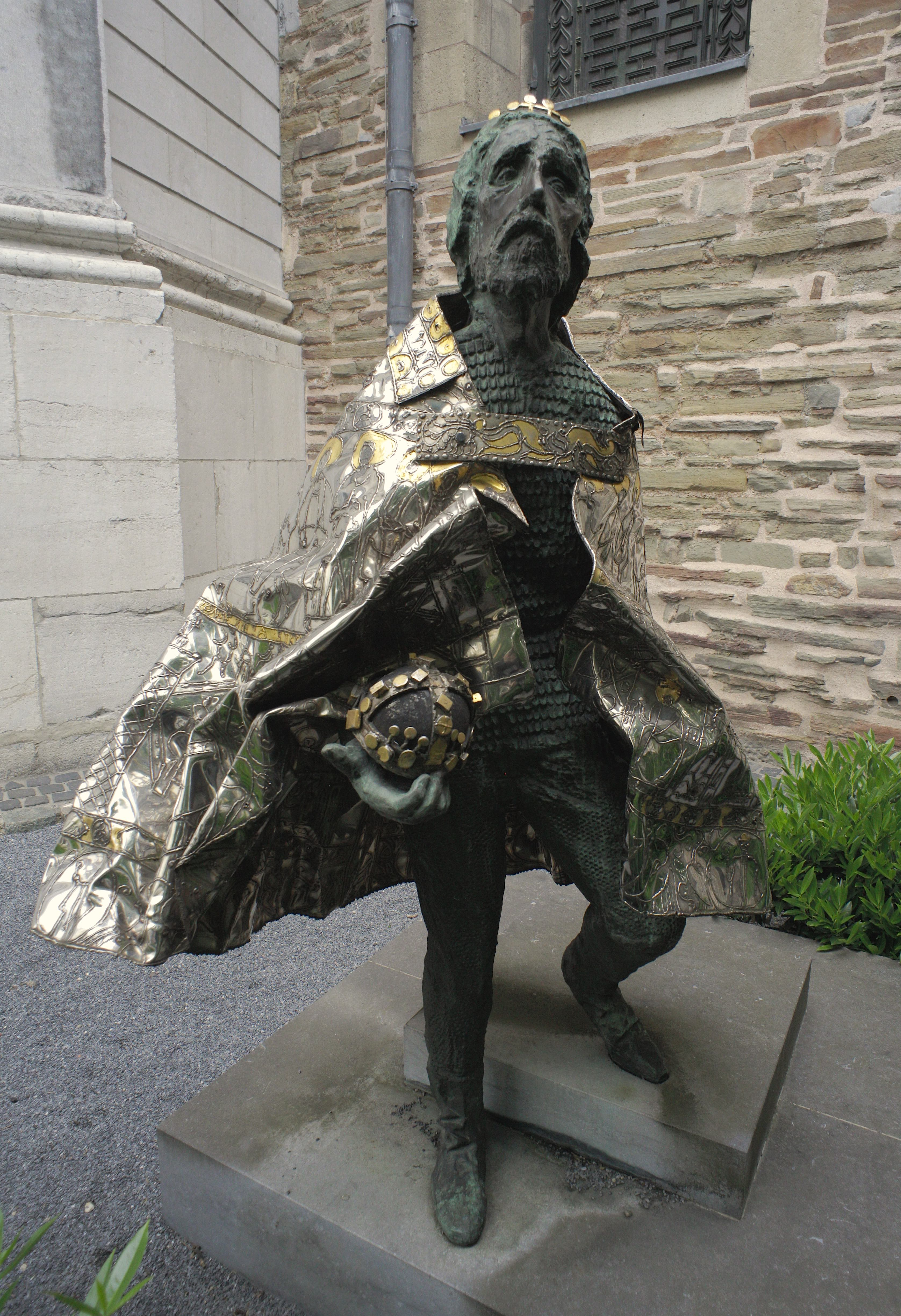
Szent István szobra a Magyar kápolna mögött a dóm kertjében, Varga Imre alkotása

## A kápolna bejárata
A 18. században újjáépült magyar kápolna a főszékesegyházba lépve a főbejárattól jobbra található. A katedrálissal egyetemben kiváló állapotnak örvendő kápolna napjainkban a dóm meghitt, csöndes imádkozásra fenntartott helyisége.

## Szent István szobra
A dóm kertjében áll Szent István király bronzszobra. Varga Imre alkotását a hétévente megrendezett aacheni búcsúk sorában az 1993-as Heiligtumsfahrthoz kötődően Magyarország adományozta. A szobrot magyar zarándokok kíséretében Antall József miniszterelnök avatta fel.
Az alkotás az egyik liliomfa alatt nemcsak kintről, a tér felől, de a kerítésen belül a kertben is megtekinthető, a kertkapu mindig nyitva áll. A kerítésen kívül, a szobor előtt a következő felírat olvasható: SANCTVS STEPHANVS | REX APOSTOLICVS HVNGARIE | OPVS SCVLPTORIS IMRE VARGA | 1993